# Lista de episódios de Bones
O relato a seguir é uma lista de episódios para a série de televisão americana, Bones, que estreou em 13 de setembro de 2005 na Fox Network.
O espetáculo é baseado em antropologia e arqueologia forense, cada episódio de é focado em um caso do FBI sobre o mistério por trás de restos humanos.
Bones contou com 12 temporadas, tendo a exibição de seu último episódio em Março de 2017.

## Informações das temporadas
| Temporadas | Temporadas | Nº de Episodios | Inicio da Temporada    | Final da Temporada  | Média de Audiencia (Milhões) | Ranking |
| ---------- | ---------- | --------------- | ---------------------- | ------------------- | ---------------------------- | ------- |
|            | 1          | 22              | 13 de setembro de 2005 | 17 de maio de 2006  | 8.9                          | 60      |
|            | 2          | 21              | 30 de agosto de 2006   | 16 de maio de 2007  | 9.4                          | 50      |
|            | 3          | 15              | 25 de setembro de 2007 | 19 de maio de 2008  | 8.9                          | 51      |
|            | 4          | 26              | 3 de setembro de 2008  | 14 de maio de 2009  | 10.81                        | 32      |
|            | 5          | 22              | 17 de setembro de 2009 | 20 de maio de 2010  | 10.02                        | 32      |
|            | 6          | 23              | 23 de setembro de 2010 | 19 de maio de 2011  | 11.57                        | 29      |
|            | 7          | 13              | 3 de novembro de 2011  | 14 de maio de 2012  | 9.26                         | 48      |
|            | 8          | 24              | 17 de setembro de 2012 | 29 de abril de 2013 | 9.52                         | 42      |
|            | 9          | 24              | 16 de setembro de 2013 | 12 de maio de 2014  | 8.43                         | 40      |
|            | 10         | 22              | 25 de setembro de 2014 | 4 de junho de 2015  | —                            | —       |
|            | 11         | 22              | 1 de outubro de 2015   | 21 de julho de 2016 | —                            | —       |
|            | 12         | 12              | 3 de janeiro de 2017   | 28 de março de 2017 | —                            | —       |

## Elenco
| Personagem | Personagem | Personagem | Personagem | Personagem | Personagem                          |
| ---------- | ---------- | ---------- | ---------- | ---------- | ----------------------------------- |
|            | Principal  |            | Recorrente |            | Presente em 1 episódio da Temporada |

### Principal
| Personagem                      | Temporadas | Temporadas | Temporadas | Temporadas | Temporadas | Temporadas | Temporadas | Temporadas | Temporadas | Temporadas | Temporadas | Temporadas |
| Personagem                      | 1          | 2          | 3          | 4          | 5          | 6          | 7          | 8          | 9          | 10         | 11         | 12         |
| ------------------------------- | ---------- | ---------- | ---------- | ---------- | ---------- | ---------- | ---------- | ---------- | ---------- | ---------- | ---------- | ---------- |
| Dra. Temperance Brennan "Bones" |            |            |            |            |            |            |            |            |            |            |            |            |
| Seeley Booth                    |            |            |            |            |            |            |            |            |            |            |            |            |
| Angela Montenegro               |            |            |            |            |            |            |            |            |            |            |            |            |
| Dr. Jack Hodgins                |            |            |            |            |            |            |            |            |            |            |            |            |
| Dra. Camile Saroyan             |            |            |            |            |            |            |            |            |            |            |            |            |
| Dr. Daniel Goodman              |            |            |            |            |            |            |            |            |            |            |            |            |
| Zack Addy / Dr. Zack Addy       |            |            |            |            |            |            |            |            |            |            |            |            |
| Dr. Lance Sweets                |            |            |            |            |            |            |            |            |            |            |            |            |
| James Aubrey                    |            |            |            |            |            |            |            |            |            |            |            |            |

| Ator/Atriz         | Personagem                      | Cargo                                                                          |
| ------------------ | ------------------------------- | ------------------------------------------------------------------------------ |
| Emily Deschanel    | Dra. Temperance Brennan "Bones" | Antropologa Forense (Inst. Jeffersonian)                                       |
| David Boreanaz     | Seeley Booth                    | Agente Especial do FBI                                                         |
| Michaela Conlin    | Angela Montenegro               | Artista Forense (Inst. Jeffersonian)                                           |
| T. J. Thyne        | Dr. Jack Hodgins                | Entomologista                                                                  |
| Tamara Taylor      | Dra. Camile Saroyan             | Patologista Forense do Jeffersonian Institute (a partir o 19º ep. da 1ª Temp.) |
| Jonathan Adams     | Dr. Daniel Goodman              | Diretor do Jeffersonian Institute até o 18º episodio da 1ª Temporada           |
| Eric Millegan      | Zack Addy / Dr. Zack Addy       | Antropologo Forense Assistente (Inst. Jeffersonian)                            |
| John Francis Daley | Dr. Lance Sweets                | Psicologo do FBI                                                               |
| John Boyd          | James Aubrey                    | Agente do FBI, subordinado do Seeley Booth                                     |

### Recorrente/Convidado
| Personagem           | Temporadas | Temporadas | Temporadas | Temporadas | Temporadas | Temporadas | Temporadas | Temporadas | Temporadas | Temporadas | Temporadas | Temporadas |
| Personagem           | 1          | 2          | 3          | 4          | 5          | 6          | 7          | 8          | 9          | 10         | 11         | 12         |
| -------------------- | ---------- | ---------- | ---------- | ---------- | ---------- | ---------- | ---------- | ---------- | ---------- | ---------- | ---------- | ---------- |
| Sam Cullen           |            |            |            |            |            |            |            |            |            |            |            |            |
| Sid Shapiro          |            |            |            |            |            |            |            |            |            |            |            |            |
| Oliver Laurier       |            |            |            |            |            |            |            |            |            |            |            |            |
| Howard Epps          |            |            |            |            |            |            |            |            |            |            |            |            |
| Russ Brennan         |            |            |            |            |            |            |            |            |            |            |            |            |
| Sr. Montenegro       |            |            |            |            |            |            |            |            |            |            |            |            |
| Caroline Julian      |            |            |            |            |            |            |            |            |            |            |            |            |
| Parker Booth         |            |            |            |            |            |            |            |            |            |            |            |            |
| Tim "Sully" Sullivan |            |            |            |            |            |            |            |            |            |            |            |            |
| Rebecca Stinson      |            |            |            |            |            |            |            |            |            |            |            |            |
| Dr. Gordon Wyatt     |            |            |            |            |            |            |            |            |            |            |            |            |
| Charlie Burns        |            |            |            |            |            |            |            |            |            |            |            |            |
| Marcus Geier         |            |            |            |            |            |            |            |            |            |            |            |            |
| Max Brennan          |            |            |            |            |            |            |            |            |            |            |            |            |
| Dr. Clark Edison     |            |            |            |            |            |            |            |            |            |            |            |            |
| Payton Perotta       |            |            |            |            |            |            |            |            |            |            |            |            |
| Roxie Lyon           |            |            |            |            |            |            |            |            |            |            |            |            |
| Scott Starret        |            |            |            |            |            |            |            |            |            |            |            |            |
| Jared Booth          |            |            |            |            |            |            |            |            |            |            |            |            |
| Vincent Nigel-Murray |            |            |            |            |            |            |            |            |            |            |            |            |
| Wendell Bray         |            |            |            |            |            |            |            |            |            |            |            |            |
| Daisy Wick           |            |            |            |            |            |            |            |            |            |            |            |            |
| Colin Fisher         |            |            |            |            |            |            |            |            |            |            |            |            |
| Arastoo Vaziri       |            |            |            |            |            |            |            |            |            |            |            |            |
| Heather Taffet       |            |            |            |            |            |            |            |            |            |            |            |            |
| Andrew Hacker        |            |            |            |            |            |            |            |            |            |            |            |            |
| Michelle Welton      |            |            |            |            |            |            |            |            |            |            |            |            |
| Margaret Whitesell   |            |            |            |            |            |            |            |            |            |            |            |            |
| Dr. Paul Lidner      |            |            |            |            |            |            |            |            |            |            |            |            |
| Hank Booth           |            |            |            |            |            |            |            |            |            |            |            |            |
| Hannah Burley        |            |            |            |            |            |            |            |            |            |            |            |            |
| Jacob Broadsky       |            |            |            |            |            |            |            |            |            |            |            |            |
| Genevieve Shaw       |            |            |            |            |            |            |            |            |            |            |            |            |
| Finn Abernathy       |            |            |            |            |            |            |            |            |            |            |            |            |
| Christopher Pelant   |            |            |            |            |            |            |            |            |            |            |            |            |
| Hayes Flynn          |            |            |            |            |            |            |            |            |            |            |            |            |
| Olivia Sparling      |            |            |            |            |            |            |            |            |            |            |            |            |
| Dr. Oliver Wells     |            |            |            |            |            |            |            |            |            |            |            |            |
| Avalon Harmonia      |            |            |            |            |            |            |            |            |            |            |            |            |
| Marianne Booth       |            |            |            |            |            |            |            |            |            |            |            |            |
| Dr. Douglas Filmore  |            |            |            |            |            |            |            |            |            |            |            |            |
| Christine Booth      |            |            |            |            |            |            |            |            |            |            |            |            |
| Aldo Clemens         |            |            |            |            |            |            |            |            |            |            |            |            |
| Donna Hastings       |            |            |            |            |            |            |            |            |            |            |            |            |
| Victor Stark         |            |            |            |            |            |            |            |            |            |            |            |            |
| Danny Beck           |            |            |            |            |            |            |            |            |            |            |            |            |
| Jeffrey Hodgins      |            |            |            |            |            |            |            |            |            |            |            |            |
| Rodolfo Fuentes      |            |            |            |            |            |            |            |            |            |            |            |            |
| Jessica Warren       |            |            |            |            |            |            |            |            |            |            |            |            |

| Ator/Atriz          | Personagem           | Cargo / Papel                                       |  | Ator/Atriz         | Personagem           | Cargo / Papel                                                       |
| ------------------- | -------------------- | --------------------------------------------------- |  | ------------------ | -------------------- | ------------------------------------------------------------------- |
| John M. Jackson     | Sam Cullen           | Diretor do FBI                                      |  | Heavy D            | Sid Shapiro          | Dono da Wong Fu's                                                   |
| Chris Conner        | Oliver Laurier       | Fã de Brennan                                       |  | Heath Freeman      | Howard Epps          | Serial Killer                                                       |
| Loren Dean          | Russ Brennan         | Irmão de Brennan                                    |  | Billy Gibbons      | Sr. Montenegro       | Pai de Angela                                                       |
| Patricia Belcher    | Caroline Julian      | Promotora de justiça                                |  | Ty Panitz          | Parker Booth         | Filho de Booth                                                      |
| Eddie McClintock    | Tim "Sully" Sullivan | Agente do FBI                                       |  | Jessica Capshaw    | Rebecca Stinson      | Ex-esposa de Booth (mãe de Parker)                                  |
| Stephen Fry         | Dr. Gordon Wyatt     | Psicanalista de Booth                               |  | Nathan Dean        | Charlie Burns        | Agente Especial do FBI                                              |
| David Greenman      | Marcus Geier         | Técnico Forense (Inst. Jeffersonian)                |  | Ryan O'Neal        | Max Keenan           | Pai de Brennan                                                      |
| Deirdre Lovejoy     | Heather Taffet       | Serial Killer                                       |  | Marisa Coughlan    | Payton Perotta       | Agente do FBI                                                       |
| Nichole Hiltz       | Roxie Lyon           | Namorada de Angela                                  |  | Brendan Fehr       | Jared Booth          | Irmão de Booth                                                      |
| Michael Badalucco   | Scott Starret        | Antropologo Forense Assistente (Inst. Jeffersonian) |  | Ryan Cartwright    | Vincent Nigel-Murray | Antropologo Forense Assistente (Inst. Jeffersonian)                 |
| Michael Grant       | Wendell Bray         | Antropologo Forense Assistente (Inst. Jeffersonian) |  | Carla Gallo        | Daisy Wick           | Antropologa Forense Assistente (Inst. Jeffersonian)                 |
| Joel David Moore    | Colin Fisher         | Antropologo Forense Assistente (Inst. Jeffersonian) |  | Pej Vahdat         | Arastoo Vaziri       | Antropologo Forense Assistente (Inst. Jeffersonian)                 |
| Eugene Byrd         | Dr. Clark Edison     | Antropologo Forense Assistente (Inst. Jeffersonian) |  | Luke Kleintank     | Finn Abernathy       | Antropologo Forense Assistente (Inst. Jeffersonian)                 |
| Tiffany Hines       | Michelle Welton      | Filha adotiva de Cam                                |  | Zooey Deschanel    | Margaret Whitesell   | Parente de Brennan                                                  |
| Elon Gold           | Dr. Paul Lidner      | Namorado de Cam                                     |  | Ralph Waite        | Hank Booth           | Avô de Booth                                                        |
| Katheryn Winnick    | Hannah Burley        | Ex-namorada de Booth                                |  | Arnold Vosloo      | Jacob Broadsky       | Mentor de Booth                                                     |
| Tina Majorino       | Genevieve Shaw       | Agente Especial                                     |  | Diedrich Bader     | Andrew Hacker        | Diretor assistente do FBI                                           |
| Andrew Leeds        | Christopher Pelant   | Hacker (incrimina Bones)                            |  | Reed Diamond       | Hayes Flynn          | Agente Especial do FBI                                              |
| Danielle Panabaker  | Olivia Sparling      | Recruta a Agente Especial do FBI                    |  | Cyndi Lauper       | Avalon Harmonia      | Vidente da Angela                                                   |
| Brian Klugman       | Dr. Oliver Wells     |                                                     |  | *********          | Christine Booth      | Filha de Booth e Brennan                                            |
| Scott Lowell        | Dr. Douglas Filmore  | Podólogo forense Canadense                          |  | Joanna Cassidy     | Marianne Booth       | Mãe de Booth                                                        |
| Mather Zickel       | Aldo Clemens         | Ex-Padre Amigo de Booth                             |  | Eileen Grubba      | Donna Hastings       | Jardineira da Familia McNamara (Família alvo do assassino Fantasma) |
| Sterling Macer, Jr. | Victor Stark         | Diretor do FBI                                      |  | Freddie Prinze, Jr | Danny Beck           | Agente desfarçado da CIA                                            |
| Jonno Roberts       | Jeffrey Hodgins      | Irmão mais velho do Dr. Jack Hodgins                |  | Ignacio Serricchio | Rodolfo Fuentes      | Antropologo Forense Assistente (Inst. Jeffersonian)                 |
| Laura Spencer       | Jessica Warren       | Antropologo Forense Assistente (Inst. Jeffersonian) |  | -                  | -                    | -                                                                   |

## Lista de Episódios

### 1ª Temporada (2005–2006)
| No. in series | No. in season | Episódio                         | Diretor                | Escrito por                      | Exibido em              | Código de Produção |       |
| ------------- | ------------- | -------------------------------- | ---------------------- | -------------------------------- | ----------------------- | ------------------ | ----- |
| 1             | 1             | "Pilot (Bones)"                  | Greg Yaitanes          | Hart Hanson                      | 13 de setembro de 2005  | 1AKY79             | 10.79 |
| 2             | 2             | "The Man in the S.U.V."          | Allan Kroeker          | Stephen Nathan                   | 20 de setembro de 2005  | 1AKY02             | 7.39  |
| 3             | 3             | "A Boy in a Tree"                | Patrick Norris         | Hart Hanson                      | 27 de setembro de 2005  | 1AKY01             | 7.87  |
| 4             | 4             | "The Man in the Bear"            | Allan Kroeker          | Laura Wolner                     | 1 de novembro de 2005   | 1AKY04             | 7.99  |
| 5             | 5             | "A Boy in a Bush"                | Jesús Salvador Treviño | Steve Blackman & Greg Ball       | 8 de novembro de 2005   | 1AKY05             | 6.86  |
| 6             | 6             | "The Man in the Wall"            | Tawnia McKiernan       | Elizabeth Benjamin               | 15 de novembro de 2005  | 1AKY06             | 8.84  |
| 7             | 7             | "A Man on Death Row"             | David Hugh Jones       | Noah Hawley                      | 22 de novembro de 2005  | 1AKY03             | 7.25  |
| 8             | 8             | "The Girl in the Fridge"         | Sanford Bookstaver     | Dana Coen                        | 29 de novembro de 2005  | 1AKY07             | 7.64  |
| 9             | 9             | "The Man in the Fallout Shelter" | Greg Yaitanes          | Hart Hanson                      | 13 de dezembro de 2005  | 1AKY08             | 7.12  |
| 10            | 10            | "The Woman at the Airport"       | Greg Yaitanes          | Teresa Lin                       | 25 de janeiro de 2006   | 1AKY10             | 11.37 |
| 11            | 11            | "The Woman in the Car"           | Dwight H. Little       | Noah Hawley                      | 1 de fevereiro de 2006  | 1AKY09             | 12.64 |
| 12            | 12            | "The Superhero in the Alley"     | James Whitmore, Jr.    | Elizabeth Benjamin               | 8 de fevereiro de 2006  | 1AKY12             | 11.91 |
| 13            | 13            | "The Woman in the Garden"        | Sanford Bookstaver     | Laura Wolner                     | 15 de fevereiro de 2006 | 1AKY13             | 11.87 |
| 14            | 14            | "The Man on the Fairway"         | Tony Wharmby           | Steve Blackman                   | 8 de março de 2006      | 1AKY14             | 11.82 |
| 15            | 15            | "Two Bodies in the Lab"          | Allan Kroeker          | Stephen Nathan                   | 15 de março de 2006     | 1AKY15             | 12.07 |
| 16            | 16            | "The Woman in the Tunnel"        | Joe Napolitano         | Greg Ball & Steve Blackman       | 22 de março de 2006     | 1AKY11             | 11.14 |
| 17            | 17            | "The Skull in the Desert"        | Donna Deitch           | Jeff Rake                        | 29 de março de 2006     | 1AKY17             | 11.24 |
| 18            | 18            | "The Man with the Bone"          | Jesús Salvador Treviño | Craig Silverstein                | 5 de abril de 2006      | 1AKY16             | 10.14 |
| 19            | 19            | "The Man in the Morgue"          | James Whitmore, Jr.    | Noah Hawley & Elizabeth Benjamin | 19 de abril de 2006     | 1AKY18             | 10.28 |
| 20            | 20            | "The Graft in the Girl"          | Sanford Bookstaver     | Laura Wolner & Greg Ball         | 26 de abril de 2006     | 1AKY19             | 10.33 |
| 21            | 21            | "The Soldier on the Grave"       | Jonathan Pontell       | Stephen Nathan                   | 10 de maio de 2006      | 1AKY20             | 9.50  |
| 22            | 22            | "The Woman in Limbo"             | Jesús Salvador Treviño | Hart Hanson                      | 17 de maio de 2006      | 1AKY21             | 9.07  |

### 2ª Temporada (2006–2007)
| No. in series | No. in season | Episodio                                   | Diretor                | Escritor                          | Exibido em              | Código de Produção |       |
| ------------- | ------------- | ------------------------------------------ | ---------------------- | --------------------------------- | ----------------------- | ------------------ | ----- |
| 23            | 1             | "The Titan on the Tracks"                  | Tony Wharmby           | Hart Hanson                       | 30 de agosto de 2006    | 2AKY01             | 8.61  |
| 24            | 2             | "Mother and Child in the Bay"              | Jesús Salvador Treviño | Stephen Nathan                    | 6 de setembro de 2006   | 2AKY02             | 9.13  |
| 25            | 3             | "The Boy in the Shroud"                    | Sanford Bookstaver     | Gary Glasberg                     | 13 de setembro de 2006  | 2AKY03             | 8.59  |
| 26            | 4             | "The Blonde in the Game"                   | Bryan Spicer           | Noah Hawley                       | 20 de setembro de 2006  | 2AKY04             | 7.55  |
| 27            | 5             | "The Truth in the Lye"                     | Steven DePaul          | Scott A. Williams                 | 27 de setembro de 2006  | 2AKY05             | 7.80  |
| 28            | 6             | "The Girl in Suite 2103"                   | Karen Gaviola          | Christopher Ambrose               | 4 de outubro de 2006    | 2AKY06             | 8.10  |
| 29            | 7             | "The Girl with the Curl"                   | Thomas J. Wright       | Karine Rosenthal                  | 1 de novembro de 2006   | 2AKY07             | 7.33  |
| 30            | 8             | "The Woman in the Sand"                    | Kate Woods             | Elizabeth Benjamin                | 8 de novembro de 2006   | 2AKY08             | 7.52  |
| 31            | 9             | "Aliens in a Spaceship"                    | Craig Ross, Jr.        | Janet Tamaro                      | 15 de novembro de 2006  | 2AKY09             | 7.83  |
| 32            | 10            | "The Headless Witch in the Woods"          | Tony Wharmby           | Stephen Nathan & Karine Rosenthal | 29 de novembro de 2006  | 2AKY10             | 8.55  |
| 33            | 11            | "Judas on a Pole"                          | David Duchovny         | Hart Hanson                       | 13 de dezembro de 2006  | 2AKY11             | 6.38  |
| 34            | 12            | "The Man in the Cell"                      | Jesús Salvador Treviño | Noah Hawley                       | 31 de janeiro de 2007   | 2AKY12             | 12.40 |
| 35            | 13            | "The Girl in the Gator"                    | Allan Kroeker          | Scott Williams                    | 7 de fevereiro de 2007  | 2AKY13             | 12.57 |
| 36            | 14            | "The Man in the Mansion"                   | Dwight H. Little       | Christopher Ambrose               | 14 de fevereiro de 2007 | 2AKY14             | 12.28 |
| 37            | 15            | "Bodies in the Book"                       | Craig Ross, Jr.        | Karine Rosenthal                  | 14 de março de 2007     | 2AKY15             | 10.36 |
| 38            | 16            | "The Boneless Bride in the River"          | Tony Wharmby           | Gary Glasberg                     | 21 de março de 2007     | 2AKY16             | 10.47 |
| 39            | 17            | "The Priest in the Churchyard"             | Scott Lautanen         | Lyla Oliver                       | 28 de março de 2007     | 2AKY17             | 10.58 |
| 40            | 18            | "The Killer in the Concrete"               | Jeff Woolnough         | Dean Widenmann                    | 4 de abril de 2007      | 2AKY18             | 10.53 |
| 41            | 19            | "Spaceman in a Crater"                     | Jeannot Szwarc         | Elizabeth Benjamin                | 2 de maio de 2007       | 2AKY20             | 10.56 |
| 42            | 20            | "The Glowing Bones in the Old Stone House" | Caleb Deschanel        | Stephen Nathan                    | 9 de maio de 2007       | 2AKY21             | 10.23 |
| 43            | 21            | "Stargazer in a Puddle"                    | Tony Wharmby           | Hart Hanson                       | 16 de maio de 2007      | 2AKY22             | 10.88 |

### 3ª Temporada (2007–2008)
| No. in series | No. in season | Episodio                            | Diretor            | Escritor                            | Exibido em             | Código de Produção |       |
| ------------- | ------------- | ----------------------------------- | ------------------ | ----------------------------------- | ---------------------- | ------------------ | ----- |
| 44            | 1             | "The Widow's Son in the Windshield" | Ian Toynton        | Hart Hanson                         | 25 de setembro de 2007 | 3AKY01             | 8.4   |
| 45            | 2             | "Soccer Mom in the Mini-Van"        | Allan Kroeker      | Elizabeth Benjamin                  | 2 de outubro de 2007   | 3AKY03             | 7.98  |
| 46            | 3             | "Death in the Saddle"               | Craig Ross, Jr.    | Josh Berman                         | 9 de outubro de 2007   | 3AKY02             | 8.48  |
| 47            | 4             | "The Secret in the Soil"            | [Steven DePaul     | Karine Rosenthal                    | 23 de outubro de 2007  | 3AKY04             | 8.8   |
| 48            | 5             | "Mummy in the Maze"                 | Marita Grabiak     | Scott A. Williams                   | 30 de outubro de 2007  | 3AKY05             | 8.9   |
| 49            | 6             | "Intern in the Incinerator"         | Jeff Woolnough     | Christopher Ambrose                 | 6 de novembro de 2007  | 3AKY06             | 9.52  |
| 50            | 7             | "The Boy in the Time Capsule"       | Chad Lowe          | Janet Lin                           | 13 de novembro de 2007 | 3AKY07             | 9.12  |
| 51            | 8             | "The Knight on the Grid"            | Dwight H. Little   | Noah Hawley                         | 20 de novembro de 2007 | 3AKY08             | 8.70  |
| 52            | 9             | "The Santa in the Slush"            | Jeff Woolnough     | Elizabeth Benjamin & Scott Williams | 27 de novembro de 2007 | 3AKY10             | 9.6   |
| 53            | 10            | "The Man in the Mud"                | Scott Lautanen     | Janet Tamaro                        | 14 de abril de 2008    | 3AKY11             | 8.54  |
| 54            | 11            | "Player Under Pressure"             | Jessica Landaw     | Janet Tamaro                        | 21 de abril de 2008    | 2AKY19             | 8.64  |
| 55            | 12            | "The Baby in the Bough"             | Ian Toynton        | Karine Rosenthal                    | 28 de abril de 2008    | 3AKY09             | 9.8   |
| 56            | 13            | "The Verdict in the Story"          | Jeannot Szwarc     | Christopher Ambrose                 | 5 de maio de 2008      | 3AKY13             | 8.23  |
| 57            | 14            | "The Wannabe in the Weeds"          | Gordon C. Lonsdale | Josh Berman                         | 12 de maio de 2008     | 3AKY12             | 9.42  |
| 58            | 15            | "The Pain in the Heart"             | Allan Kroeker      | Hart Hanson & Stephen Nathan        | 19 de maio de 2008     | 3AKY14             | 10.15 |

### 4ª Temporada (2008–2009)
| No. in series | No. in season | Episódio                                  | Diretor                | Escritor                           | Exibido em              | Código de Produção |       |
| ------------- | ------------- | ----------------------------------------- | ---------------------- | ---------------------------------- | ----------------------- | ------------------ | ----- |
| 59            | 1             | "Yanks in the U.K. (Part 1)"              | Ian Toynton            | Hart Hanson & Karine Rosenthal     | 3 de setembro de 2008   | 3AKY19             | 9.96  |
| 60            | 2             | "Yanks in the U.K. (Part 2)"              | Ian Toynton            | Stephen Nathan & Scott A. Williams | 3 de setembro de 2008   | 3AKY20             | 9.96  |
| 61            | 3             | "Man in the Outhouse"                     | Steven DePaul          | Carla Kettner & Mark Lisson        | 10 de setembro de 2008  | 3AKY16             | 9.15  |
| 62            | 4             | "The Finger in the Nest"                  | Jeff Woolnough         | Lyla Oliver                        | 17 de setembro de 2008  | 3AKY17             | 9.84  |
| 63            | 5             | "The Perfect Pieces in the Purple Pond"   | Jeannot Szwarc         | Josh Berman                        | 24 de setembro de 2008  | 4AKY01             | 9.73  |
| 64            | 6             | "The Crank in the Shaft"                  | Steven DePaul          | Elizabeth Benjamin                 | 1 de outubro de 2008    | 3AKY18             | 10.03 |
| 65            | 7             | "The He in the She"                       | Craig Ross, Jr.        | Karina Csolty                      | 8 de outubro de 2008    | 3AKY15             | 10.56 |
| 66            | 8             | "The Skull in the Sculpture"              | Allan Kroeker          | Janet Lin                          | 5 de novembro de 2008   | 4AKY03             | 10.17 |
| 67            | 9             | "The Con Man in the Meth Lab"             | Allison Liddi-Brown    | Karine Rosenthal                   | 12 de novembro de 2008  | 4AKY04             | 10.87 |
| 68            | 10            | "The Passenger in the Oven"               | Steven DePaul          | Carla Kettner                      | 19 de novembro de 2008  | 4AKY05             | 10.82 |
| 69            | 11            | "The Bone That Blew"                      | Jessica Landaw         | Carla Kettner                      | 26 de novembro de 2008  | 4AKY02             | 9.87  |
| 70            | 12            | "Double Trouble in the Panhandle"         | Dwight H. Little       | Lyla Oliver                        | 22 de janeiro de 2009   | 4AKY06             | 9.98  |
| 71            | 13            | "Fire in the Ice"                         | Chad Lowe              | Scott Williams                     | 22 de janeiro de 2009   | 4AKY07             | 7.55  |
| 72            | 14            | "The Hero in the Hold"                    | Ian Toynton            | Janet Lin & Karine Rosenthal       | 5 de fevereiro de 2009  | 4AKY08             | 10.86 |
| 73            | 15            | "The Princess and the Pear"               | Steven DePaul          | Matthew Donlan & Jeremy Martin     | 19 de fevereiro de 2009 | 4AKY09             | 9.51  |
| 74            | 16            | "The Bones That Foam"                     | David Boreanaz         | Elizabeth Benjamin                 | 12 de março de 2009     | 4AKY10             | 9.67  |
| 75            | 17            | "The Salt in the Wounds"                  | Steven DePaul          | Carla Kettner & Josh Berman        | 19 de março de 2009     | 4AKY11             | 10.52 |
| 76            | 18            | "The Doctor in the Den"                   | Ian Toynton            | Janet Lin & Karine Rosenthal       | 2 de abril de 2009      | 4AKY12             | 9.25  |
| 77            | 19            | "The Science in the Physicist"            | Brad Turner (director) | Karina Csolty                      | 9 de abril de 2009      | 4AKY13             | 9.01  |
| 78            | 20            | "Cinderella in the Cardboard"             | Steven DePaul          | Carla Kettner & Josh Berman        | 15 de abril de 2009     | 4AKY14             | 10.76 |
| 79            | 21            | "Mayhem on a Cross"                       | Jeff Woolnough         | Dean Lopata                        | 16 de abril de 2009     | 4AKY15             | 8.72  |
| 80            | 22            | "The Double Death of the Dearly Departed" | Milan Cheylov          | Craig Silverstein                  | 20 de abril de 2009     | 4AKY16             | 8.38  |
| 81            | 23            | "The Girl in the Mask"                    | Ian Toynton            | Michael Peterson                   | 23 de abril de 2009     | 4AKY17             | 8.22  |
| 82            | 24            | "The Beaver in the Otter"                 | Brad Turner            | Scott Williams                     | 30 de abril de 2009     | 4AKY18             | 8.83  |
| 83            | 25            | "The Critic in the Cabernet"              | Kevin Hooks            | Stephen Nathan                     | 7 de maio de 2009       | 4AKY19             | 8.62  |
| 84            | 26            | "The End in the Beginning"                | Ian Toynton            | Hart Hanson                        | 14 de maio de 2009      | 4AKY20             | 9.74  |

### 5ª Temporada (2009–2010)
| No. in series | No. in season | Episódio                                | Diretor             | Escritor                     | Exibido em             | Código de Produção |       |
| ------------- | ------------- | --------------------------------------- | ------------------- | ---------------------------- | ---------------------- | ------------------ | ----- |
| 85            | 1             | "Harbingers in the Fountain"            | Ian Toynton         | Hart Hanson                  | 17 de setembro de 2009 | 5AKY01             | 10.36 |
| 86            | 2             | "The Bond in the Boot"                  | Alex Chapple        | Michael Peterson             | 24 de setembro de 2009 | 5AKY02             | 9.12  |
| 87            | 3             | "The Plain in the Prodigy"              | Allan Kroeker       | Karine Rosenthal             | 1 de outubro de 2009   | 5AKY03             | 9.43  |
| 88            | 4             | "The Beautiful Day in the Neighborhood" | Gordon C. Lonsdale  | Janet Lin                    | 8 de outubro de 2009   | 5AKY04             | 10.29 |
| 89            | 5             | "A Night at the Bones Museum"           | Jeannot Szwarc      | Carla Kettner & Josh Berman  | 15 de outubro de 2009  | 5AKY05             | 9.59  |
| 90            | 6             | "The Tough Man in the Tender Chicken"   | Dwight H. Little    | Dean Lopata                  | 5 de novembro de 2009  | 5AKY06             | 8.66  |
| 91            | 7             | "The Dwarf in the Dirt"                 | Chad Lowe           | Karyn Usher                  | 12 de novembro de 2009 | 5AKY07             | 10.22 |
| 92            | 8             | "The Foot in the Foreclosure"           | Jeff Woolnough      | Pat Charles                  | 19 de novembro de 2009 | 5AKY08             | 9.88  |
| 93            | 9             | "The Gamer in the Grease"               | Kate Woods          | Dean Lopata                  | 3 de dezembro de 2009  | 5AKY09             | 9.92  |
| 94            | 10            | "The Goop on the Girl"                  | Tim Southam         | Carla Kettner                | 10 de dezembro de 2009 | 5AKY10             | 10.90 |
| 95            | 11            | "The X in the File"                     | Allison Liddi-Brown | Janet Lin                    | 14 de janeiro de 2010  | 5AKY11             | 10.67 |
| 96            | 12            | "The Proof in the Pudding"              | Emile Levisetti     | Bob Harris (writer)          | 21 de janeiro de 2010  | 5AKY12             | 11.93 |
| 97            | 13            | "The Dentist in the Ditch"              | Dwight Little       | Pat Charles & Josh Berman    | 28 de janeiro de 2010  | 5AKY13             | 12.37 |
| 98            | 14            | "The Devil in the Details"              | Ian Toynton         | Michael Peterson             | 4 de fevereiro de 2010 | 5AKY14             | 12.37 |
| 99            | 15            | "The Bones on the Blue Line"            | Chad Lowe           | Carla Kettner                | 1 de abril de 2010     | 5AKY15             | 8.44  |
| 100           | 16            | "The Parts in the Sum of the Whole"     | David Boreanaz      | Hart Hanson                  | 8 de abril de 2010     | 5AKY16             | 9.99  |
| 101           | 17            | "The Death of the Queen Bee"            | Allan Kroeker       | Mark Lisson                  | 15 de abril de 2010    | 5AKY17             | 9.92  |
| 102           | 18            | "The Predator in the Pool"              | Dwight Little       | Karyn Usher                  | 22 de abril de 2010    | 5AKY18             | 9.01  |
| 103           | 19            | "The Rocker in the Rinse Cycle"         | Jeff Woolnough      | Karine Rosenthal             | 29 de abril de 2010    | 5AKY19             | 9.28  |
| 104           | 20            | "The Witch in the Wardrobe"             | François Velle      | Kathy Reichs                 | 6 de maio de 2010      | 5AKY20             | 9.05  |
| 105           | 21            | "The Boy with the Answer"               | Dwight Little       | Stephen Nathan               | 13 de maio de 2010     | 5AKY21             | 9.20  |
| 106           | 22            | "The Beginning in the End"              | Ian Toynton         | Hart Hanson & Stephen Nathan | 20 de maio de 2010     | 5AKY22             | 9.21  |

### 6ª Temporada (2010–2011)
| No. in series | No. in season | Episódio                                | Diretor            | Escritor                                                         | Exibido em              | Código de Produção |       |
| ------------- | ------------- | --------------------------------------- | ------------------ | ---------------------------------------------------------------- | ----------------------- | ------------------ | ----- |
| 107           | 1             | "The Mastodon in the Room"              | Ian Toynton        | Hart Hanson                                                      | 23 de setembro de 2010  | 6AKY01             | 9.79  |
| 108           | 2             | "The Couple in the Cave"                | Milan Cheylov      | Stephen Nathan                                                   | 30 de setembro de 2010  | 6AKY02             | 9.75  |
| 109           | 3             | "The Maggots in the Meathead"           | Tim Southam        | Dean Lopata                                                      | 7 de outubro de 2010    | 6AKY03             | 9.24  |
| 110           | 4             | "The Body and the Bounty"               | Dwight H. Little   | Michael Peterson                                                 | 14 de outubro de 2010   | 6AKY04             | 9.58  |
| 111           | 5             | "The Bones That Weren't"                | Jeannot Szwarc     | Pat Charles                                                      | 4 de novembro de 2010   | 6AKY05             | 9.26  |
| 112           | 6             | "The Shallow in the Deep"               | Mark Helfrich      | Carla Kettner                                                    | 11 de novembro de 2010  | 6AKY06             | 9.20  |
| 113           | 7             | "The Babe in the Bar"                   | Tim Southam        | Karine Rosenthal                                                 | 18 de novembro de 2010  | 6AKY07             | ASD   |
| 114           | 8             | "The Twisted Bones in the Melted Truck" | Gordon C. Lonsdale | Josh Berman                                                      | 2 de dezembro de 2010   | 6AKY09             | 8.83  |
| 115           | 9             | "The Doctor in the Photo"               | Ian Toynton        | Carla Kettner                                                    | 9 de dezembro de 2010   | 6AKY08             | 8.36  |
| 116           | 10            | "The Body in the Bag"                   | Kate Woods         | Janet Lin                                                        | 20 de janeiro de 2011   | 6AKY11             | 10.55 |
| 117           | 11            | "The Bullet in the Brain"               | David Boreanaz     | Karyn Usher                                                      | 27 de janeiro de 2011   | 6AKY10             | 1     |
| 118           | 12            | "The Sin in the Sisterhood"             | Rob Hardy          | Karyn Usher                                                      | 3 de fevereiro de 2011  | 6AKY12             | 10.20 |
| 119           | 13            | "The Daredevil in the Mold"             | Dwight Little      | Dean Lopata                                                      | 10 de fevereiro de 2011 | 6AKY13             | 9.94  |
| 120           | 14            | "The Bikini in the Soup"                | Ian Toynton        | Lyla Oliver                                                      | 17 de fevereiro de 2011 | 6AKY14             | 9.84  |
| 121           | 15            | "The Killer in the Crosshairs"          | Milan Cheylov      | Michael Peterson                                                 | 10 de março de 2011     | 6AKY15             | 10.49 |
| 122           | 16            | "The Blackout in the Blizzard"          | David Boreanaz     | Karine Rosenthal                                                 | 17 de março de 2011     | 6AKY16             | 11.61 |
| 123           | 17            | "The Feet on the Beach"                 | Emile Levisetti    | Pat Charles                                                      | 7 de abril de 2011      | 6AKY18             | 10.58 |
| 124           | 18            | "The Truth in the Myth"                 | Chad Lowe          | Jonathan Goldstein (screenwriter)                                | 14 de abril de 2011     | 6AKY19             | 11.45 |
| 125           | 19            | "The Finder"                            | Daniel Sackheim    | Hart Hanson                                                      | 21 de abril de 2011     | 6AKY17             | 10.96 |
| 126           | 20            | "The Pinocchio in the Planter"          | François Velle     | Keith Foglesong                                                  | 28 de abril de 2011     | 6AKY20             | 9.70  |
| 127           | 21            | "The Signs in the Silence"              | Dwight Little      | Janet Lin & Stephen Nathan                                       | 5 de maio de 2011       | 6AKY21             | 10.94 |
| 128           | 22            | "The Hole in the Heart"                 | Alex Chapple       | Teleplay by: Carla Kettner & Karyn Usher Story by: Carla Kettner | 12 de maio de 2011      | 6AKY22             | 10.48 |
| 129           | 23            | "The Change in the Game"                | Ian Toynton        | Hart Hanson & Stephen Nathan                                     | 19 de maio de 2011      | 6AKY23             | 9.83  |

### 7ª Temporada (2011–2012)
| No. in series | No. in season | Episódio                            | Diretor          | Escritor                       | Exibido em             | Código de Produção |       |
| ------------- | ------------- | ----------------------------------- | ---------------- | ------------------------------ | ---------------------- | ------------------ | ----- |
| 130           | 1             | "The Memories in the Shallow Grave" | Ian Toynton      | Stephen Nathan                 | 3 de novembro de 2011  | 7AKY01             | 10.00 |
| 131           | 2             | "The Hot Dog in the Competition"    | Dwight H. Little | Michael Peterson               | 10 de novembro de 2011 | 7AKY02             | 8.64  |
| 132           | 3             | "The Prince in the Plastic"         | Alex Chapple     | Dean Lopata                    | 17 de novembro de 2011 | 7AKY03             | 8.76  |
| 133           | 4             | "The Male in the Mail"              | Kevin Hooks      | Pat Charles                    | 1 de dezembro de 2011  | 7AKY04             | 8.91  |
| 134           | 5             | "The Twist in the Twister"          | Jeannot Szwarc   | Karine Rosenthal               | 8 de dezembro de 2011  | 7AKY05             | 8.11  |
| 135           | 6             | "The Crack in the Code"             | Ian Toynton      | Carla Kettner                  | 12 de janeiro de 2012  | 7AKY06             | 8.64  |
| 136           | 7             | "The Prisoner in the Pipe"          | Kate Woods       | Jonathan Collier               | 2 de abril de 2012     | 7AKY07             | 8.39  |
| 137           | 8             | "The Bump in the Road"              | Dwight Little    | Keith Foglesong                | 9 de abril de 2012     | 7AKY08             | 7.56  |
| 138           | 9             | "The Don't in the Do"               | Jeannot Szwarc   | Janet Lin                      | 16 de abril de 2012    | 7AKY09             | 7.15  |
| 139           | 10            | "The Warrior in the Wuss"           | Chad Lowe        | Dean Lopata & Michael Peterson | 23 de abril de 2012    | 7AKY10             | 7.38  |
| 140           | 11            | "The Family in the Feud"            | Dwight Little    | Pat Charles & Janet Lin        | 30 de abril de 2012    | 7AKY11             | 7.16  |
| 141           | 12            | "The Suit on the Set"               | Emile Levisetti  | Karine Rosenthal               | 7 de maio de 2012      | 7AKY12             | 7.02  |
| 142           | 13            | "The Past in the Present"           | David Boreanaz   | Carla Kettner                  | 14 de maio de 2012     | 7AKY16             | 7.21  |

### 8ª Temporada (2012–2013)
| No. in series | No. in season              | Episódio                          | Diretor             | Escritor                           | Exibido em              | Código de Produção |
| ------------- | -------------------------- | --------------------------------- | ------------------- | ---------------------------------- | ----------------------- | ------------------ |
| 143           | 1                          | "The Future in the Past"          | Ian Toynton         | Hart Hanson & Stephen Nathan       | 17 de setembro de 2012  | 8AKY01             |
| 144           | 2                          | "The Partners in the Divorce"     | Allison Liddi-Brown | Michael Peterson                   | 24 de setembro de 2012  | 8AKY02             |
| 145           | 3                          | "The Gunk in the Garage"          | Kate Woods          | Jonathan Collier                   | 1 de outubro de 2012    | 7AKY15             |
| 146           | 4                          | "The Tiger in the Tale"           | Dwight Little       | Dean Lopata                        | 8 de outubro de 2012    | 8AKY03             |
| 147           | 5                          | "The Method to the Madness"       | Kate Woods          | Keith Foglesong                    | 5 de novembro de 2012   | 8AKY04             |
| 6             | "The Patriot in Purgatory" | Francois Velle                    | Stephen Nathan      | 12 de novembro de 2012             | 7AKY14                  |                    |
| 149           | 7                          | "The Bod in the Pod"              | Tim Southam         | Pat Charles                        | 19 de novembro de 2012  | 8AKY05             |
| 150           | 8                          | "The But in the Joke"             | Ian Toynton         | Keith Foglesong                    | 26 de novembro de 2012  | 7AKY13             |
| 151           | 9                          | "The Ghost in the Machine"        | Milan Cheylov       | Hart Hanson                        | 3 de dezembro de 2012   | 7AKY17             |
| 152           | 10                         | "The Diamond in the Rough"        | Alex Chapple        | Nkechi Okoro Carroll               | 14 de janeiro de 2013   | 8AKY06             |
| 153           | 11                         | "The Archaeologist in the Cocoon" | Jeannot Szwarc      | Sanford Golden & Karen Wyscarver   | 14 de janeiro de 2013   | 8AKY07             |
| 154           | 12                         | "The Corpse on the Canopy"        | Rob Hardy           | Jonathan Collier                   | 21 de janeiro de 2013   | 8AKY09             |
| 155           | 13                         | "The Twist in the Plot"           | Milan Cheylov       | Kim Clements                       | 28 de janeiro de 2013   | 8AKY08             |
| 156           | 14                         | "The Doll in the Derby"           | Tawnia McKiernan    | Michael Peterson                   | 4 de fevereiro de 2013  | 8AKY10             |
| 157           | 15                         | "The Shot in the Dark"            | François Velle      | Dave Thomas                        | 11 de fevereiro de 2013 | 8AKY11             |
| 158           | 16                         | "The Friend in Need"              | N/A                 | N/A                                | 18 de fevereiro de 2013 | 8AKY12             |
| 159           | 17                         | "The Fact in the Fiction"         | N/A                 | N/A                                | 25 de fevereiro de 2013 | 8AKY13             |
| 160           | 18                         | "The Survivor in the Soap"        | Tim Southam         | Nkechi Okoro Carroll               | 4 de Março de 2013      | 8AKY14             |
| 161           | 19                         | "The Doom in the Gloom"           | Kate Woods          | Sanford Golden & Karen Wyscarver   | 18 de Março de 2013     | 8AKY15             |
| 162           | 20                         | "The Blood from the Stones"       | François Velle      | Pat Charles                        | 25 de Março de 2013     | 8AKY16             |
| 163           | 21                         | "The Maiden in the Mushrooms"     | Jeannot Szwarc      | Lyla Oliver                        | 1º de Abril de 2013     | 8AKY17             |
| 164           | 22                         | "The Party in the Pants"          | Reggie Hudlin       | Michael Peterson & Keith Foglesong | 15 de Abril de 2013     | 8AKY18             |
| 165           | 23                         | "The Pathos in the Pathogens"     | N/A                 | N/A                                | 22 de Abril de 2013     | 8AKY19             |
| 166           | 24                         | "The Secret in the Siege"         | David Boreanaz      | N/A                                | 29 de Abril de 2013     | 8AKY20             |

### 9ª Temporada (2013–2014)
| No. in series | No. in season | Episódio                          | Diretor             | Escritor                          | Exibido em             | Código de Produção |
| ------------- | ------------- | --------------------------------- | ------------------- | --------------------------------- | ---------------------- | ------------------ |
| 167           | 1             | "The Secrets in the Proposal"     | Ian Toynton         | Hart Hanson & Stephen Nathan      | 16 de setembro de 2013 | 9AKY01             |
| 168           | 2             | "The Cheat in the Retreat"        | Alex Chapple        | Nkechi Okoro Carroll              | 23 de setembro de 2013 | 9AKY02             |
| 169           | 3             | "El Carnicero en el Coche"        | Ian Toynton         | Jonathan Collier & Dean Lopata    | 30 de setembro de 2013 | 8AKY22             |
| 170           | 4             | "The Sense in the Sacrifice"      | Kate Woods          | Jonathan Collier                  | 7 de outubro de 2013   | 9AKY03             |
| 171           | 5             | "The Lady on the List"            | Chad Lowe           | Pat Charles                       | 14 de outubro de 2013  | 9AKY04             |
| 172           | 6             | "The Woman in White"              | Kevin Hooks         | Karine Rosenthal                  | 21 de outubro de 2013  | 9AKY05             |
| 173           | 7             | "The Nazi on the Honeymoon"       | Jeannot Szwarc      | Dave Thomas                       | 4 de novembro de 2013  | 9AKY06             |
| 174           | 8             | "The Dude in the Dam"             | Kevin Hooks         | Kathy Reichs                      | 11 de novembro de 2013 | 8AKY21             |
| 175           | 9             | "The Fury in the Jury"            | Dwight Little       | Sanford Golden & Karen Wyscarver  | 15 de novembro de 2013 | 9AKY07             |
| 176           | 10            | "The Mystery in the Meat"         | Tim Southam         | Michael Peterson                  | 22 de novembro de 2013 | 9AKY08             |
| 177           | 11            | "The Spark in the Park"           | Chad Lowe           | Emily Silver                      | 6 de dezembro de 2013  | 9AKY09             |
| 178           | 12            | "The Ghost in the Killer"         | Allison Liddi-Brown | Nkechi Okoro Carroll              | 10 de janeiro de 2014  | 9AKY10             |
| 179           | 13            | "Big in the Philippines"          | David Boreanaz      | Keith Foglesong                   | 17 de janeiro de 2014  | 9AKY11             |
| 180           | 14            | "The Master in the Slop"          | Dwight Little       | Dave Thomas                       | 24 de janeiro de 2014  | 9AKY12             |
| 181           | 15            | "The Heiress in the Hill"         | Milan Cheylov       | Dean Lopata                       | 31 de janeiro de 2014  | 9AKY13             |
| 182           | 16            | "The sourse in the sludge"        | Ian Toynton         | Jonathan Collier                  | 10 de março de 2014    | 9AKY14             |
| 183           | 17            | "The Repo Man in the Septic Tank" | Jeffrey Walker      | Michael PetersonA                 | 17 de março de 2014    | 9AKY15             |
| 184           | 18            | "The Carrot in the Kudzu"         | Rob Hardy           | Sanford Golden & Karen Wyscarver  | 24 de março de 2014    | 9AKY16             |
| 185           | 19            | "The Turn in the Urn"             | Tim Southam         | Pat Charles                       | 31 de março de 2014    | 9AKY17             |
| 186           | 20            | "The High in the Low"             | Anne Renton         | Keith Fogelsong                   | 7 de abril de 2014     | 9AKY18             |
| 187           | 21            | "The Cold in the Case"            | Milan Cheylov       | Emily Silver                      | 14 de abril de 2014    | 9AKY19             |
| 188           | 22            | "The Nail in the Coffin"          | Ian Toynton         | Dean Lopata                       | 21 de abril de 2014    | 9AKY20             |
| 189           | 23            | "The Drama in the Queen"          | Jeannot Szwarc      | Megan I. McNamara                 | 12 de maio de 2014     | 9AKY21             |
| 190           | 24            | "The Recluse in the Recliner"     | David Boreanaz      | Jonathan Collier & Stephen Nathan | 19 de maio de 2014     | 9AKY22             |

### 10ª Temporada (2014–2015)
Em 29 de janeiro de 2014 a Fox anunciou a renovação de Bones para a sua décima temporada. O canal americano decidiu mudar o dia de exibição da série para as quintas-feiras e não mais às segundas.
| No. in series | No. in season | Episódio                                   | Diretor             | Escrito por                       | Exibido em             | Código de Produção |
| ------------- | ------------- | ------------------------------------------ | ------------------- | --------------------------------- | ---------------------- | ------------------ |
| 191           | 1             | "The Conspiracy in the Corpse"             | Ian Toynton         | Stephen Nathan & Jonathan Collier | 25 de setembro de 2014 | AAKY01             |
| 192           | 2             | "The Lance to the Heart"                   | Dwight H. Little    | Michael Peterson                  | 2 de outubro de 2014   | AAKY02             |
| 193           | 3             | "The Purging of the Pundit"                | Tim Southam         | Michael Peterson                  | 9 de outubro de 2014   | AAKY03             |
| 194           | 4             | "The Geek in the Guck"                     | Milan Cheylov       | Gene Hong                         | 16 de outubro de 2014  | AAKY04             |
| 195           | 5             | "The Corpse at the Convention"             | Chad Lowe           | Dave Thomas                       | 30 de outubro de 2014  | AAKY05             |
| 196           | 6             | "The Lost Love in the Foreign Land"        | Allison Liddi-Brown | Emily Silver                      | 6 de novembro de 2014  | AAKY06             |
| 197           | 7             | "The Money Maker on the Merry-Go-Round"    | Michael Lange       | Keith Foglesong                   | 13 de novembro de 2014 | AAKY07             |
| 198           | 8             | "The Puzzler in the Pit"                   | Chad Lowe           | Nkechi Okoro Carroll              | 20 de novembro de 2014 | AAKY08             |
| 199           | 9             | "The Mutilation of the Master Manipulator" | Tim Southam         | Hilary Weisman Graham             | 4 de dezembro de 2014  | AAKY09             |
| 200           | 10            | "The 200th in the 10th"                    | David Boreanaz      | Stephen Nathan                    | 11 de dezembro de 2014 | AAKY10             |
| 201           | 11            | "The Psychic in the Soup"                  | Jeannot Szwarc      | Lena D. Waithe                    | 26 de março de 2015    | AAKY11             |
| 202           | 12            | "The Teacher in the Books"                 | Anne Renton         | Taylor Martin                     | 2 de abril de 2015     | AAKY12             |
| 203           | 13            | "The Baker in the Bits"                    | Michael Lange       | Jonathan Collier                  | 9 de abril de 2015     | AAKY13             |
| 204           | 14            | "The Putter in the Rough"                  | Milan Cheylov       | David Thomas                      | 16 de abril de 2015    | AAKY14             |
| 205           | 15            | "The Eye in the Sky"                       | Arlene Sanford      | Gene Hong                         | 23 de abril de 2015    | AAKY15             |
| 206           | 16            | "The Big Beef at the Royal Diner"          | Alex Chapple        | Hilary Weisman Graham             | 30 de abril de 2015    | AAKY16             |
| 207           | 17            | "The Lost in the Found"                    | N/A                 | N/A                               | 7 de maio de 2015      | AAKY17             |
| 208           | 18            | "The Verdict in the Victims"               | N/A                 | N/A                               | 7 de maio de 2015      | AAKY18             |
| 209           | 19            | "The Murder in the Middle East"            | N/A                 | N/A                               | 14 de maio de 2015     | AAKY19             |
| 210           | 20            | "The Woman in the Whirlpool"               | N/A                 | Kathy Reichs & Kerry Reichs       | N/A                    | AAKY20             |

### 11ª Temporada (2015–2016)
A décima primeira temporada da série de televisão americana Bones estreou em 1 de outubro de 2015, na Fox e concluiu em 21 de julho de 2016. O show manteve seu intervalo de tempo.
| No. in series | No. in season | Episódio                             | Diretor        | Escritor                    | Exibido em        | Código de Produção |
| ------------- | ------------- | ------------------------------------ | -------------- | --------------------------- | ----------------- | ------------------ |
| 213           | 1             | "The Loyalty in the Lie"             | Randy Zisk     | Jonathan Collier            | October 1, 2015   | BAKY01             |
| 214           | 2             | "The Brother in the Basement"        | Dwight Little  | Michael Peterson            | October 8, 2015   | BAKY02             |
| 215           | 3             | "The Donor in the Drink"             | Michael Lange  | Hilary Weisman Graham       | October 15, 2015  | BAKY03             |
| 216           | 4             | "The Carpals in the Coy-Wolves"      | Randy Zisk     | Gene Hong                   | October 22, 2015  | BAKY04             |
| 217           | 5             | "The Resurrection in the Remains"    | Chad Lowe      | Mary Trahan                 | October 29, 2015  | BAKY05             |
| 218           | 6             | "The Senator in the Street Sweeper"  | Steve Robin    | Emily Silver                | November 5, 2015  | BAKY06             |
| 219           | 7             | "The Promise in the Palace"          | Jeannot Szwarc | Joe Hortua                  | November 12, 2015 | BAKY07             |
| 220           | 8             | "High Treason in the Holiday Season" | Anne Renton    | Jon Cowan                   | November 19, 2015 | BAKY08             |
| 221           | 9             | "The Cowboy in the Contest"          | Chad Lowe      | Karine Rosenthal            | December 10, 2015 | BAKY09             |
| 222           | 10            | "The Doom in the Boom"               | Michael Lange  | Keith Foglesong             | December 10, 2015 | BAKY10             |
| 223           | 11            | "The Death in the Defense"           | Arlene Sanford | Kendall Sand                | April 14, 2016    | BAKY11             |
| 224           | 12            | "The Murder of the Meninist"         | Ian Toynton    | Hilary Weisman Graham       | April 21, 2016    | BAKY12             |
| 225           | 13            | "The Monster in the Closet"          | Randy Zisk     | Michael Peterson            | April 28, 2016    | BAKY13             |
| 226           | 14            | "The Last Shot at a Second Chance"   | David Grossman | Emily Silver                | May 5, 2016       | BAKY14             |
| 227           | 15            | "The Fight in the Fixer"             | Silver Tree    | Joe Hortua                  | May 12, 2016      | BAKY15             |
| 228           | 16            | "The Strike in the Chord"            | Michael Lange  | Yael Zinkow                 | May 19, 2016      | BAKY16             |
| 229           | 17            | "The Secret in the Service"          | Dwight Little  | Kandall Sand & Mary Trahan  | May 26, 2016      | BAKY17             |
| 230           | 18            | "The Movie in the Making"            | Randy Zisk     | Keith Foglesong             | June 2, 2016      | BAKY18             |
| 231           | 19            | "The Head in the Abutment"           | Ian Toynton    | Gene Hong                   | June 16, 2016     | BAKY19             |
| 232           | 20            | "The Stiff in the Cliff"             | Jeannot Szwarc | Kathy Reichs e Kerry Reichs | June 23, 2016     | BAKY20             |
| 233           | 21            | "The Jewel in the Crown"             | David Grossman | Jon Cowan                   | July 14, 2016     | BAKY21             |
| 234           | 22            | "The Nightmare within the Nightmare" | David Boreanaz | Michael Peterson            | July 21, 2016     | BAKY22             |

### 12ª Temporada (2017)
A duodécima e última temporada da série de televisão americana Bones estreou em 3 de janeiro de 2017, na Fox e concluiu em 28 de março de 2017. A temporada final consiste em 12 episódios e ao ar às terças-feiras às 9:00pm.
| No. in series | No. in season | Episódio                                | Diretor            | Escritor                                                                                       | Exibido em        | Código de Produção |
| ------------- | ------------- | --------------------------------------- | ------------------ | ---------------------------------------------------------------------------------------------- | ----------------- | ------------------ |
| 235           | 1             | "The Hope in the Horror"                | Emily Deschanel    | Michael Peterson                                                                               | January 3, 2017   | CAKY01             |
| 236           | 2             | "The Brain in the Bot"                  | Ian Toynton        | Hilary Weisman Graham                                                                          | January 10, 2017  | CAKY02             |
| 237           | 3             | "The New Tricks in the Old Dogs"        | David Grossman     | Ted Peterson                                                                                   | January 17, 2017  | CAKY03             |
| 238           | 4             | "The Price for the Past"                | Randy Zisk         | Jonathan Collier                                                                               | January 24, 2017  | CAKY04             |
| 239           | 5             | "The Tutor in the Tussle"               | Dwight Little      | Eric Randall                                                                                   | January 31, 2017  | CAKY05             |
| 240           | 6             | "The Flaw in the Saw"                   | Denise Di Novi     | Yael Zinkow                                                                                    | February 7, 2017  | CAKY06             |
| 241           | 7             | "The Scare in the Score"                | Randy Zisk         | Joe Hortua                                                                                     | February 14, 2017 | CAKY08             |
| 242           | 8             | "The Grief and the Girl"                | Anton Cropper      | Karine Rosenthal                                                                               | February 21, 2017 | CAKY07             |
| 243           | 9             | "The Steel in the Wheels"               | Robert Reed Altman | Hilary Weisman Graham & Ted Peterson                                                           | March 7, 2017     | CAKY09             |
| 244           | 10            | "The Radioactive Panthers in the Party" | Michael Lange      | Keith Foglesong                                                                                | March 14, 2017    | CAKY10             |
| 245           | 11            | "The Day in the Life"                   | Ian Toynton        | Eric Randall & Yael Zinkow                                                                     | March 21, 2017    | CAKY11             |
| 246           | 12            | "The End in the End"                    | David Boreanaz     | Story by : Stephen Nathan Teleplay by : Jonathan Collier & Michael Peterson & Karine Rosenthal | March 28, 2017    | CAKY12             |

## Lançamento em DVD
| Season             | Episodes | Datas de lançmanetos dos DVD's | Datas de lançmanetos dos DVD's | Datas de lançmanetos dos DVD's | Datas de lançamentos dos Blu-ray | Datas de lançamentos dos Blu-ray |
| Season             | Episodes | Região 1                       | Region 2                       | Região 4                       | Região A                         | Região B                         |
| 1                  | 22       | 28/nov/06                      | 30/out/06                      | 10/jan/06                      | N/A                              | N/A                              |
| 2                  | 21       | 11/set/07                      | 15/out/07                      | 03/dez/07                      | N/A                              | N/A                              |
| 3                  | 15       | 18/nov/08                      | 17/nov/08                      | 04/mar/08                      | N/A                              | N/A                              |
| 4                  | 26       | 06/out/09                      | 26/out/09                      | 28/out/09                      | 06/out/09                        | N/A                              |
| 5                  | 22       | 05/out/10                      | 18/out/10                      | 27/out/10                      | 05/out/10                        | 18/out/10                        |
| 6                  | 23       | 11/out/11                      | 17/out/11                      | 09/nov/11                      | 11/out/11                        | 17/out/11                        |
| 7                  | 13       | 09/out/12                      | 01/out/12                      | 07/nov/12                      | 09/out/12                        | 01/out/12                        |
| 8                  | 24       | 08/out/13                      | 20/set/13                      | 20/nov/13                      | 08/out/13                        | 30/set/13                        |
| 9                  | 24       | 16/set/14                      | 15/set/14                      | 26/nov/14                      | N/A                              | N/A                              |
| 10                 | 22       | 29/set/15                      | 12/out/15                      | 08/ago/15                      | N/A                              | N/A                              |
| 11                 | 22       | 03/jan/16                      | 07/nov/16                      | 07/dez/16                      | N/A                              | N/A                              |
| 12                 | 12       | 13/jun/17                      | 19/jun/17                      | 14/jun/17                      | N/A                              | N/A                              |
| Total de episódios | 246      | 13/jun/17                      | N/A                            | N/A                            | N/A                              | N/A                              |